# Västra Espholm
Västra Espholm este o arie protejată (arie specială de conservare — SAC, sit de importanță comunitară — SCI) din Finlanda întinsă pe o suprafață de 16,57 ha, din care 14 % marine.

## Localizare
Centrul sitului Västra Espholm este situat la coordonatele 60°03′52″N 19°57′19″E / 60.064444°N 19.955278°E.

## Înființare
Situl Västra Espholm a fost declarat sit de importanță comunitară în octombrie 1997 pentru a proteja un număr necunoscut de specii din flora spontană și fauna sălbatică aflate în arealul zonei. Situl a fost protejat și ca arie specială de conservare în decembrie 2015.

## Biodiversitate
Situată în ecoregiunea boreală, aria protejată conține 3 habitate naturale: Pășuni din zone de pădure fino-scandinave, Pajiști din zone de pădure fino-scandinave, Pășuni de coastă din Baltica boreală.
La baza desemnării sitului se află un număr nedeclarat de specii protejate.
Pe lângă speciile protejate, pe teritoriul sitului au mai fost identificate 2 specii de plante.